# Viticoltura in Abcasia
La viticoltura in Abcasia vanta una lunga storia. L'Abcasia è infatti la seconda area, dopo il Medio Oriente, in cui sono state scoperte tracce di un'antica civiltà esperta nella produzione del vino, testimoniata da reperti archeologici come brocche con all'interno resti di semi d'uva risalenti al III-II secolo a.C..

## Produzione
Il clima subtropicale dell'Abcasia, con grandi quantità di precipitazioni, temperature elevate e un'elevata umidità, non è molto favorevole alla coltivazione dell'uva: molte varietà tradizionali sono troppo sensibili alle malattie fungine e soffrono di spaccature degli acini. Per questo motivo si coltivano principalmente la varietà locale di uva bianca, lo tsolik'ouri, e la varietà rossa uva fragola. Tra le varietà autoctone, le più note sono le varietà Kachich e Auasyrhua.